# Cymoriza gigantalis
Cymoriza gigantalis là một loài bướm đêm trong họ Crambidae.